# Freemake Video Downloader
 (juillet 2018).
Freemake Video Downloader est un gestionnaire de téléchargement pour Microsoft Windows, développé par Ellora Assets Corporation.
Ce logiciel permet aux internautes de conserver une vidéo issue de YouTube dans leur disque dur,,.

## Fonctionnalités
Le logiciel permet le téléchargement de plusieurs fichiers à la fois (mode batch), de vidéos Flash et HTML5 à partir de sites tels que YouTube et Google Video. Il permet également l'exportation automatique de fichiers vers Apple iTunes.

## Critique
Freemake Video Downloader a été critiqué pour l'installation d’une barre de recherche dans le navigateur ainsi que d’un moteur de recherche par défaut chez ses utilisateurs. Freeware a proposé d'installer des logiciels sponsorisés lors de l'installation en changeant le moteur de recherche par défaut ainsi que la page d'accueil des navigateurs que les utilisateurs pouvaient néanmoins refuser ou désinstaller plus tard. Depuis 2017, Freemake ne contient aucune publicité ou de logiciel tiers,.